# Point Pedro
Point Pedro (en tamil: பருத்தித்துறை ) es una ciudad de Sri Lanka situada en el punto más septentrional de la isla, en el distrito de Jaffna, provincia del Norte.
La costa oriental de Point Pedro forma una playa de casi 5 km de ancho y 30 de largo con dunas de arena hasta 100 pies de alto, extendiéndose hasta Thalayady. El suelo poroso tiene una tabla de agua subterránea profunda con una reserva calculada de un billón de litros de agua fresca. El día del tsunami de 2004 levantó el contenido de sal del agua de tierra. El tsunami destruyó partes de la ciudad y sumergió algunas partes con agua de mar hasta 4 pies de hondo.
Está gobernada por un Consejo Urbano. Su población es de 31.351 habitantes.
La ciudad estuvo por un tiempo bajo el control de los Tigres de Liberación Tamil (LTTE) durante los primeros años de 1990, hasta que el ejército de Sri Lanka recuperó el control en 1995.

## Etimología
El nombre de la ciudad en tamil es 'Paruthithurai', el cual se traduce como 'Puerto de Algodón'. Exporta algodón al sur de India desde hace siglos.

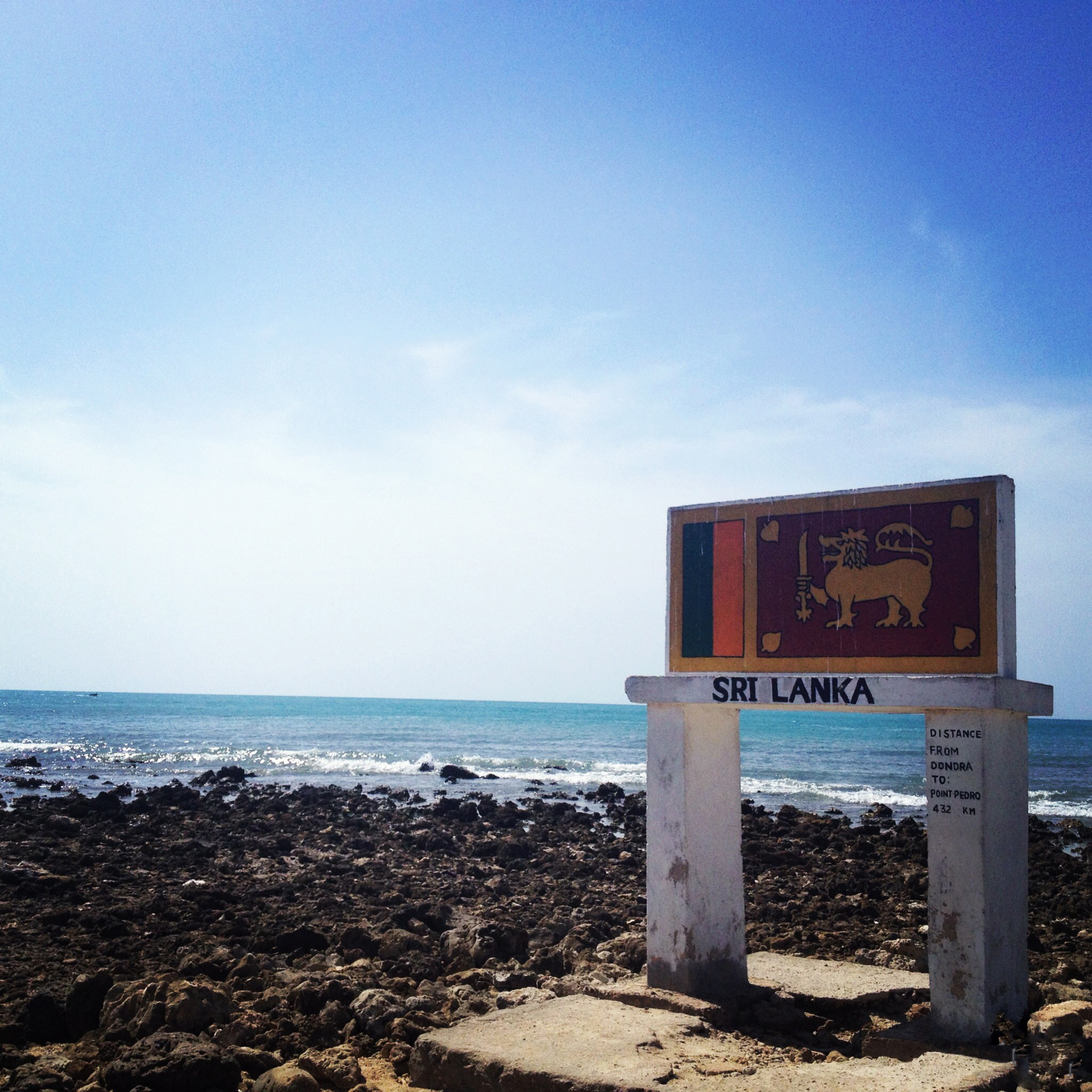
Point Pedro el punto más al norte de Sri Lanka